# Ney Matogrosso
Ney Matogrosso, nome d'arte di Ney de Souza Pereira (Bela Vista, 1º agosto 1941), è un cantante, danzatore e attore brasiliano.
Dotato di una rara voce da controtenore e di una presenza scenica androgina, è stato capace di diventare un punto di riferimento della cultura alternativa durante gli anni più repressivi della dittatura militare in Brasile. Il suo successo si è protratto anche nel terzo millennio.
La rivista Rolling Stones l'ha inserito al terzo posto tra i migliori cantanti brasiliani di tutti i tempi.

## Biografia
All'età di 17 anni si è arruolato nell'Aeronautica brasiliana, prestando il servizio militare a Brasilia. Dopodiché ha iniziato a cantare in un quartetto vocale, col quale si è esibito in festival universitari di tutto il Brasile. Nel 1966 si è trasferito a Rio, dove ha vissuto da hippy e lavorato svolgendo vari mestieri.
Nel 1971, dopo aver adottato il nome artistico, è entrato nel gruppo glam rock Secos & Molhados. Solista dal 1974, è diventato in breve tempo un'icona trasgressiva della musica brasiliana grazie alle sue ardite performance, caratterizzate da costumi stravaganti, trucco vistoso (peraltro da lui già usato quando faceva parte della band), audaci movimenti coreografici a tratti anche vibranti di drammaticità; il tutto accompagnato da una singolare voce acuta. Ney Matogrosso ha vinto numerosi dischi d'oro e di platino, riscuotendo successo anche al di fuori del Brasile, con fortunati tour negli Stati Uniti, in Europa, in Israele. Ha inoltre preso parte a un'edizione del Rock in Rio e ad altri importanti festival musicali. Dal 1986 si è proposto in scena anche con look non trasgressivi. Numerose sue canzoni sono state inserite nelle colonne sonore delle telenovelas.
I brani più fortunati di Matogrosso sono Homem Com H, Seu Tipo e America do Sul. Il suo repertorio musicale include anche alcune cover (Partido Alto, Por Debaixo Dos Panos, Caro Amigo, versione portoghese della canzone italiana L'anno che verrà di Lucio Dalla) e collaborazioni con diversi altri artisti, in particolare Renato Aragão. 
Nel 2014 ha vinto un Latin Grammy Awards onorario alla carriera. 

## Vita privata
Ha amato diversi uomini, tra cui Cazuza, ma l'unico con cui ha convissuto è stato il medico Marco de Maria, morto poi per AIDS. 

## Discografia da solista

### Album in studio
- (1975) Água do Céu-Pássaro
- (1976) Bandido
- (1977) Pecado
- (1978) Feitiço
- (1979) Seu Tipo
- (1980) Sujeito Estranho
- (1981) Ney Matogrosso
- (1982) Matogrosso
- (1983) …Pois é
- (1984) Destino de Aventureiro
- (1986) Bugre

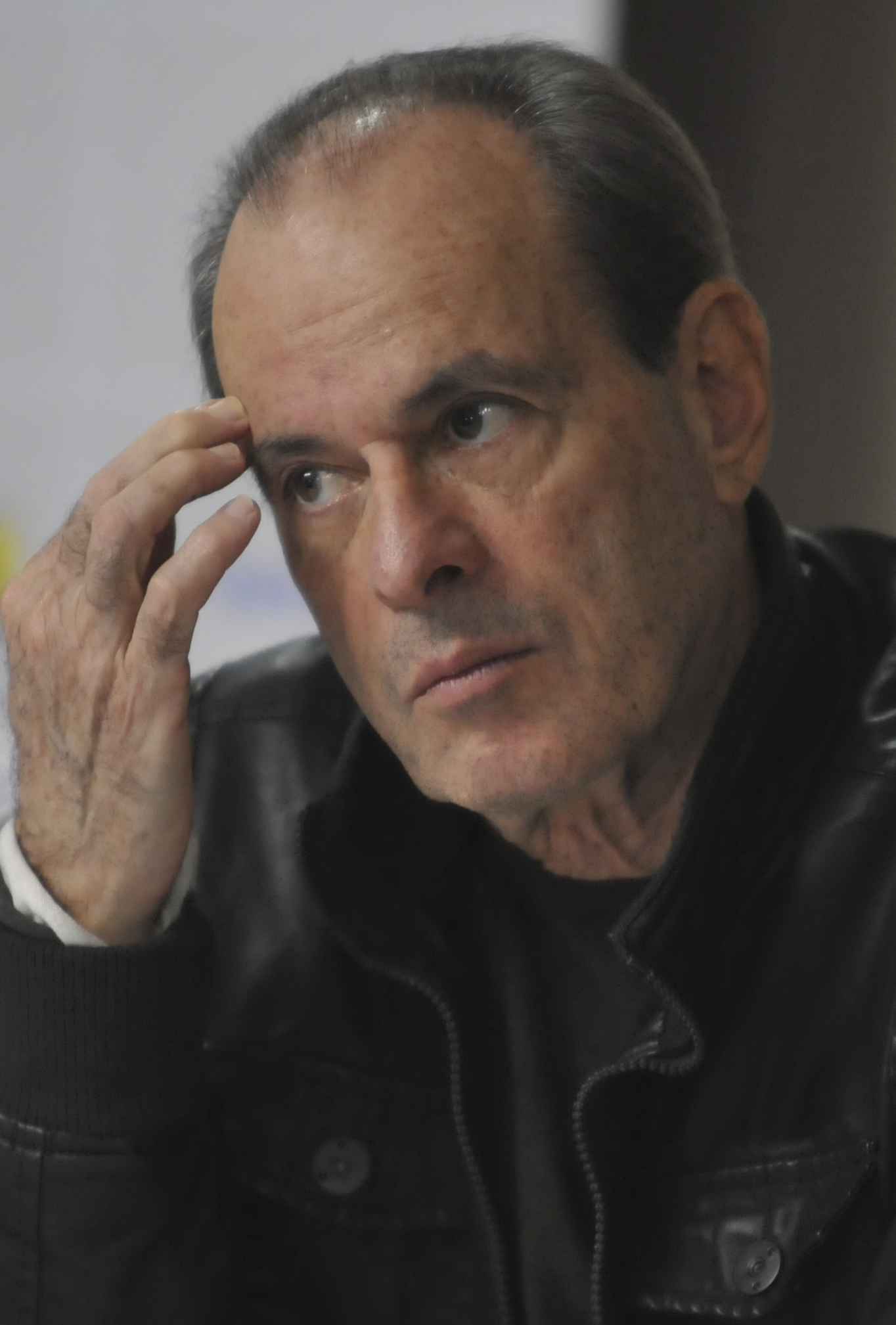
Ney Matogrosso nel 2011

- (1988) Quem Não Vive Tem Medo da Morte
- (1993) As Aparências Enganam  - con Aquarela Carioca
- (1994) Estava Escrito
- (1996) Um Brasileiro
- (1997) O Cair da Tarde
- (1999) Olhos de Farol
- (2001) Batuque
- (2002) Ney Matogrosso Interpreta Cartola
- (2004) Vagabundo  - con Pedro Luís e a Parede
- (2009) Beijo Bandido
- (2013) Atento aos Sinais
- (2019) Bloco na Rua

### Album live
- (1986) Pescador de Pérolas
- (1989) Ney Matogrosso Ao Vivo
- (1990) À Flor da Pele
- (2000) Vivo
- (2003) Ney Matogrosso Interpreta Cartola: Ao Vivo
- (2005) Canto em Qualquer Canto
- (2006) Vagabundo ao Vivo - con Pedro Luís e a Parede
- (2008) Inclassificáveis
- (2011) Beijo Bandido Ao Vivo

### Raccolte
- (1997) Vinte e Cinco

### Altro
- (1987) A Floresta do Amazonas de Villa-Lobos